# كوهين (قزوين)
كوهين (بالفارسية: کوهین) هي مدينة تقع في إيران في قزوين. يقدر عدد سكانها بـ 1,398 نسمة .